# 아메리칸 사이코
아메리칸 사이코(American Psycho)는 1991년 출판된 브렛 이스턴 엘리스의 소설이다. 연쇄살인자이자 맨해튼의 투자은행가 패트릭 베이트먼에 의해 일인칭 이야기로 서술된다.
2000년에 영화로도 각색되었으며 대체로 호의적인 평가를 받았다.